# Brandon Peterson (basket-ball)
Brandon Peterson, né le 16 décembre 1990, à Birmingham en Alabama, est un joueur américain de basket-ball. Il évolue au poste de pivot.

## Biographie
Le 13 mai 2017 à Orléans, il marque 29 points à 14 sur 14 au tir égalant les records de réussite en Pro A de Willie Redden réalisé le 12 octobre 1987 et d'Orlando Phillips du 9 mars 1991.

## Clubs successifs
- 2013 - 2014 : 
  -  Jamtland Basket (Basketligan)
  -  Néa Kifissia BC (ESAKE)
- 2014 - 2015 : 
  -  Stella Artois Leuven Bears (Ethias League)
  -  ALM Évreux Basket (Pro B)
- 2015 - 2016 :  Mamak Belediye Ankara (TB2L)
- 2016 - 2017 :
  -  TBV Start Lublin (PLK)
  -  JDA Dijon (Pro A)
- 2017-2018 :  Basic-Fit Brussels (EuroMillions Basketball League)
- 2018-2019 : 
  -  Aix Maurienne Savoie Basket (Pro B)
  -  Alba Fehérvár (Division A)
- 2020 : 
  -  Dorados de Chihuahua (LNBP) 1 match
  -  Mantarrayas de La Paz (CIBACOPA)
- 2020-2021 :  KK Vršac (KLS)
- 2021 :  Club Social y Deportivo Comunicaciones (LNB)
- depuis 2022 :  Club africain (Ligue 1)

## Palmarès et distinctions

### Distinctions personnelles
- 3 fois joueur de la semaine en championnat de Belgique[2],[3].